# Way of the Samurai 4
Way of the Samurai 4 (侍道4, Samurai Dō 4) est un jeu vidéo d'action-aventure développé par Acquire et édité par Spike, sorti en 2011 sur Windows et PlayStation 3.

## Accueil
- Jeuxvideo.com : 13/20[1]